# Université Paris Cité
 Denne artikel bør gennemlæses af en person med fagkendskab for at sikre den faglige korrekthed.

Université Paris Cité (U Paris Cité) er et offentligt forskningsuniversitet i den franske by Paris. Det blev oprettet i 20. marts 2019 ved fusionen af universiteterne Paris Descartes og Paris Diderot.
Université Paris Cité har tre fakulteter:
- Det Sundhedsvidenskabelige Fakultet (la Faculté de Santé)
- Fakultet for samfund og humaniora (la Faculté des Sociétés et Humanités)
- Det Naturvidenskabelige Fakultet (la Faculté des Sciences)

## Internationale placeringer
På internationalt niveau i henhold til Shanghai 2021 ranking - 12. verdensuniversitet inden for jordvidenskab. - 21. verdensuniversitet inden for lægemidler. 22. verdensuniversitet i matematik. 24. verdensuniversitet i fysik. 37. verdensuniversitet i menneskelig biologi. 41. verdensuniversitet i klinisk medicin. 47. verdensuniversitet i tandpleje.